# Canton (gruppo musicale)
I Canton sono un gruppo musicale italiano proveniente da Riva del Garda (Trento).

## Storia dei Canton
Divengono famosi grazie ad Enrico Ruggeri, autore insieme a Luigi Schiavone della canzone Sonnambulismo, con la quale si classificano al quarto posto nella categoria Nuove Proposte al Festival di Sanremo 1984.
Del brano fu poi pubblicata una versione in inglese per il mercato internazionale, intitolata Sleepwalking.
Nel 1985 cantano in inglese il grande successo Please don't stay, seguito da Stay with me , con la produzione di Stock, Aitken & Waterman.
Il gruppo era formato da Marcello "Marci" Semeraro, insieme a Francesco Marchetti e Stefano Valdo.
Fallita la loro casa discografica, la Ariston Records, proprio nel momento dell'ascesa del gruppo, si sono ritrovati a non poter più incidere per nessun'altra label a causa del contratto che li ha, di fatto, bloccati per circa vent'anni.
Negli anni novanta il cantante Marcello ''Marci'' Semeraro ha però inciso, con la sua etichetta Cuorinfiamme distribuita dalla Sony Music, un album solista di impronta decisamente rock.
Il gruppo si è riformato nel 2007 ed ha registrato di nuovo la canzone "Sonnambulismo" girandone il video. Il gruppo riunito è formato dai soli Francesco Marchetti e Marcello Semeraro, mentre Stefano Valdo, vivendo in Canada, è stato momentaneamente escluso dal gruppo. Nel 2016 si sono aggiunti al gruppo Alberto Masella e Mauro Iseppi e Davide Dalpiaz alla produzione.

## Discografia

### 45 giri
- 1984 - Please Don't stay (Ariston Music)
- 1984 - Sleepwalking (Ariston Music)
- 1984 - Sonnambulismo (Telediscos)
- 1985 - Stay with me (Ariston Music)

### Singoli
- 2010 - Sonnambulismo 2010 (Cuorinfiamme)
- 2016 - Senza me (Cuorinfiamme)
- 2016 - Canzone Nuova (Cuorinfiamme)
- 2016 - Parte del Cuore (Cuorinfiamme)
- 2017 - Respiro (Cuorinfiamme)
- 2017 - Più Sexy (feat. Maceo) (Cuorinfiamme)
- 2017 - Se Ci Sarai (Cuorinfiamme)
- 2018 - Ancora Estate (Cuorinfiamme)
- 2018 - Voglia Di Te (Cuorinfiamme)
- 2018 - Sono Solo (Cuorinfiamme)
- 2019 - Lentamente (Cuorinfiamme)
- 2019 - I Deboli (Cuorinfiamme)
- 2019 - Amami (Cuorinfiamme)

### LP
- 2016 - Ci Saremo (Cuorinfiamme)

### EP
- 2020 - Tuffo nel cuore/Uno su Tre (Cuorinfiamme)